# Just Stop
Just Stop – dziesiąty singel amerykańskiej, nu metalowej grupy Disturbed.

## Lista utworów
1. "Just Stop" (Live At House of Blues – Chicago) – 3:51
2. "Just Stop" – 3:43
3. "Just Stop" (music video) – 3:58